# جامع بادنجك
جامع بادنجك هو أحد مساجد حلب القديمة ، حيث أنه يعتبر أحد معالم المنطقة التي يوجد فيها المسجد والتي تسمى محلة بادنجك. بني المسجد في أواسط القرن الحادي عشر الهجري أي حوالي أواسط القرن السابع عشر الميلادي.
يقع جامع بادنجك في الزقاق المنسوب إليه ويبلغ صحنه 15 ذراعًا في مثلها تقريبا في وسطه حوض مساحته بضعة أذرع يجري إليه الماء من فائض قسطل علي بك وفي شمالي الصحن رواق وفي جنوبه قبلية فيها منبر وفي غربيها كوة نافذة إلى حجرة مهدوم سقفها مدفون فيها واقف الجامع واسمه يعقوب بن يغمور وهو المكتوب على نجفة باب القبلية وكانت عمارته في أواسط القرن الحادي عشر ولهذا الجامع منارة ومنبر وله من الأوقاف دار في المحلة. وفيها أيضا جامع يقال له مسجد الكسيح في غربي المحلة صغير تقام فيه السرية لا يعرف له وقف. قسطل الجوره في شمالي الميدان ينزل إليه بدركات يجري إليه ماء القناة من فائض قسطل علي بك.
بني الجامع أواسط القرن 11هـ/17م، وأقام فيه الأذكار على الطريقة القادرية الشيخ سعيد بن عبد الواحد النبهاني (ت 1250هـ/1834م) الملقب بالبادنجكي نسبة إلى الجامع، ثم وسعت القبلية، وأنشئت الأروقة أمامها سنة 1358هـ/ 1939م، ثم رمم الجامع سنة 2009م.
كان الصحن مربعاً (ضلعه 10.5م)، وكان في وسطه حوض يجري إليه الما من فائض قسطل علي بك، وكان أمام جداره الشرقي بئر ما ، ألغيت وما تزال حمالة البكرة معلقة إلى الآن، وهي من الحديد المشغول.
المسقط الأفقي: يتكون المسقط الأفقي للجامع من مدخل في الجهة الغربية على يمينه جنوباً سبيل ما متوقف حالياً، ويؤدي المدخل إلى دهليز منكسر على شكل حرف L يسقفه قبو متقاطع، ثم قبو متطاول. ويعلو الدهليز مئذنة الجامع، وفي شرق الدهليز تقع مطاهر كانت سابقاً غرفة للإمام لها جدار مطل على الصحن جنوباً كُتِب في أعلاه نص من ثلاثة أسطر جا فيه:
1 - في الوسط: بسم الله الرحمن الرحيم
على الطرف الأيمن: سنة 1365هـ
وعلى الطرف الأيسر: سنة 1946
2 - «فمن يعمل مثقال ذرة خيراً يره ومن يعمل مثقال ذرة شراً يره»
3 -الفاتحة على روح الفقير الحاج عبد السلام بكري عفش.
والصحن مستطيل مبلط حديثاً، سقف قسمه الشرقي حديثاً، واتخذ مكاناً إضافياً للصلاة، وفي جداره الشمالي بد اً من الغرب المطاهر السابق ذكرها ثم مصلى للنسا ، وهو رواق له فتحتان أغلقتا حديثاً، ويلي ذلك غرفة الإمام. وفي الطرف الجنوبي للصحن رواق ينفتح على الصحن بأربع فتحات أغلقت حديثاً، ثلاث منها تقع ضمن الجز المسقوف من الصحن؛ لذلك ألغيت الأبواب التي كانت تفصله عنه، وتقع الفتحة الرابعة ضمن القسم المكشوف. ويحد كلاً من الفتحات قوس مدببة تستند في كلا الطرفين إلى دعامتين حجريتين، وهناك بين القوسين الوسطيين نصان ضمن لوحتين كتب في اللوحة العليا منهما سطران جا فيهما:
1 - لا إله إلا الله
2 - محمد رسول الله.
وقد كتب على اللوحة السفلى سطران جا فيهما قوله تعالى: «إنما يعمر مساجد الله من آمن بالله واليوم الآخر 1358هـ»/ أي 1939م.
ويضم الرواق في وسط الجدار الجنوبي محراباً بسيطاً، وفي الطرف الغربي ميضأة، وخلف الرواق قبلية مستطيلة مكونة من جزأين؛ الجز الشرقي: وهو الجز الأصلي للقبلية مربع الشكل يحده من الجهات الأربع أربع أقواس كبيرة مدببة، وتسقفه قبة من دون رقبة، والانتقال من الشكل المربع إلى الشكل الدائري يتم بالمثلثين الهرميين المقلوبين ثم بالأشكال المعينية، ووسط الجدار الجنوبي محراب حجري مجوف تعلوه لوحة كتب عليها قوله تعالى:
«كلما دخل عليها زكريا المحراب»
ويعلو اللوحة قوس كبيرة مدببة عاتقة مزخرفة بالمقرنصات، وضمن فراغها زخارف من الأغصان النباتية المتشابكة (أرابيسك) التي يوجد شبيه لها في العديد من الأبنية المملوكية والعثمانية في مدينة حلب. وعلى طرفي حنية المحراب رسوم نباتية بارزة مرسومة بالألوان الزيتية على طريقة العجمي، وهي حديثة. وعلى جانبي المحراب خزانتان جداريتان.
وقد وسعت القبلية باتجاه الغرب سنة 1358هـ/1939م بإضافة غرفة المدفن إليها، وسقفت بسقف مستوٍ من البيتون المسلح، وهي تضم قبر الشيخ يعقوب بن يغمور.
وهناك على الجدار خلف الضريح نص من ثلاثة أسطر جا فيه:
1 - في الوسط الفاتحة
2 - هذا قبر الضريح المرحوم الشيخ
3 - يعقوب بن يغمور توفي سنة 950 هجري.
وقد تم تجديد القبر حديثاً. ولهذا الجز نافذتان مستطيلتان حديثتان تطلان على الحارة، وقد بني فيه منبر معلق على شكل شرفة مضلعة.
وتتألف الواجهة الجنوبية الداخلية بد اً من الشرق من باب لغرفة الإمام يعلوه قوس حدوة الفرس المدببة، يليه قوسان كبيرتان مدببتان، ويليهما فجوة في الجدار كتب فوقها «الساعي بالخير الحاج (قسم محذوف بالحت) سنة 1358هـ» وهو متزامن مع بنا الرواق أمام القبلية السابق ذكره. وتتألف واجهة القبلية خلف الرواق من نافذة يليها باب ثم محراب صغير تليه نافذتان بينهما باب.
كسيت الواجهة الرئيسية الغربية الخارجية للجامع حديثاً بالحجارة الصفرا ، وهي تتكون بد اً من الشمال من باب المدخل؛ وهو مستطيل يعلوه تختيم فوقه لوحة حديثة كتب عليها «جامع بادنجك» وفوق المدخل مئذنة يصعد إليها عبر درج يقع غربي الصحن، وهي مثمنة وحجرية وقديمة في قسمها السفلي، أمّا الشرفة والمظلة والأعمدة الثمانية التي تحملها جميعها؛ فهي حديثة من البيتون المسلح، ويلي المدخل تجويف السبيل يعلوه قوس كبيرة مدببة.